# Лихтенштейн, Карл Борромеус Йозеф фон
Князь Карл Борромеус Йозеф фон Лихтенштейн (нем. Karl Borromäus Joseph von Liechtenstein; 20 сентября 1730, Вена — 21 февраля 1789, Вена) — австрийский (священно-римский) фельдмаршал (1788).

## Биография
Родился в 1730 году. Представитель младшей линии княжеского рода Лихтенштейнов, второй сын Эммануила фон Лихтенштейна (1700—1771) и младший брат Франца Иосифа I фон Лихтенштейна (1726—1781), правителя княжества Лихтенштейн. 
В юности поступил на службу в австрийскую армию офицером в кавалерийский полк. В ходе войны за Австрийское наследство участвовал в боевых действиях в 1747 году в Нидерландах. В ходе Семилетней войны был тяжело ранен в битве при Райхенбахе (1757). 
За участие в Семилетней войне князь Лихтенштейн был награждён орденами Марии Терезии и Золотого Руна. Уже к 1760 году он был произведён в фельдмаршал-лейтенанты (генерал-лейтенанты).
В дальнейшем стал шефом 1-го драгунского полка и комендантом Вены. В 1765 году был назначен генеральным инспектором кавалерии, в 1771 году — командующим в 
Прессбурге (Братиславе), а в 1775 году — командующим в Нижней Австрии.
К началу войны за Баварское наследство (1778—79) Лихтенштейн имел чин генерала от кавалерии. В ходе войны он возглавил корпус численностью 28 000 человек, который сперва действовал самостоятельно, а затем соединился с войсками фельдмаршала Лаудона. 
После окончания войны за Баварское наследство, Лихтенштейн, являвшийся одним из ближайших доверенных лиц императора Иосифа II, был произведён в фельдмаршалы, и, кроме того, получил придворное звание камергера. 
Во время Австро-турецкой войны (1788—1791), в которой Австрия сражалась против турок в союзе с Россией, Лихтенштейн возглавил отдельный 36 000 корпус, во главе которого в 1788 году долго и неудачно осаждал контролировавшийся турками, но населённый преимущественно сербами укреплённый город Козарска-Дубица. Заболев в ходе неудачной осады, Лихтенштейн уехал из армии в отпуск на курорт для лечения минеральными водами, а затем в Вену, где скончался в следующем году.
Известный масон и сторонник реформ в духе просвещённого абсолютизма, которые проводил Иосиф II, Лихтенштейн показал себя храбрым и способным офицером уровня командира полка, но не смог ничем выделиться в качестве самостоятельного полководца.
Похоронен он был в мавзолее Лихтенштейнов, возведённом по его желанию на кладбище города Кромау, сеньором которого он был.

## Семья и дети
В возрасте 30 лет Карл Борромеус женился на Элеоноре фон Эттинген-Шпильберг, фрейлине императрицы Марии-Терезии, и по материнской линии также происходила из дома Лихтенштейнов. Венчание состоялось 30 марта 1761 года в придворной часовне дворца Хофбург в Вене. У супругов родилось семеро детей:
- Мария Йозефа (1763—1833) — жена богатого землевладельца и предпринимателя графа Иоганна Непомука Эрнста фон Гарраха, детей не имела.
- Карл (1765—1795) — государственный деятель; был женат на графине Марии Анне фон Хевенхюллер-Метч, сын: Карл Франц, полный генерал и обер-гофмейстер, внук — Рудольф фон Лихтенштейн, фельдмаршал-лейтенант (генерал-лейтенант) и обер-гофмейстер.
- Йозеф Венцель (1767—1842) — монах в Зальцбурге, женат не был, имел внебрачную дочь от Анны Фогель.
- Эммануэль Йозеф (1770—1773) – прожил 3 года.
- Мориц (1775—1819) — военачальник-кавалерист, фельдмаршал-лейтенант (генерал-лейтенант), был женат на княгине Марии Леопольдине Эстергази, 4 детей.
- Франц де Паула (1776—1794)  — погиб в бою, женат не был, детей не имел.
- Алоиз Гонзага[нем.] (1780—1833) — военачальник, полный генерал, женат не был, детей не имел.

Мария Элеонора пережила мужа на 23 года.